# Nevena Mlinko
Nevena Mlinko (Subotica, 1988.), hrvatska kulturna djelatnica iz Subotice. Koordinatorica je Gradske knjižnice u Subotici. Profesorica je srpskog jezika i književnosti iz Subotice i vanjska suradnica Zavoda za kulturu vojvođanskih Hrvata. 
Hrvatska pjesnikinja. Hrvatskoj se predstavila na 8. manifestaciji Kod Marula, koju organizira Istarski ogranak Društva hrvatskih književnika, u programu Hrvatska pjesnička mladost Vojvodine.
Pohađala je gimnaziju “Svetozar Marković” u Subotici. Članica je Hrvatske čitaonice. Godinama je bila zapažena i uspješna na natjecanjima recitatora u Srbiji te na smotrama recitatora na hrvatskom jeziku u Vojvodini. Studirala na Filozofskom fakultetu u Novom Sadu na odsjeku za srpsku književnost i jezik.
Na inicijativu Zavoda za kulturu vojvođanskih Hrvata 2014. godine Zagrebačka slavistička škola (43. po redu) osigurala je jednu stipendiju za polaznika iz Vojvodine, koju je dobila Nevena Mlinko. Primanjem Nevene Mlinko i Ružice Žigmanov na radno mjesto u Gradsku knjižnicu Subotice 2014. godine, stvorene su pretpostavke za puno djelovanje i hrvatskog odjela u subotičkoj Gradskoj knjižnici.
Stihove i meditacije objavljivala je u katoličkom mjesečniku Zvonik i u Subotičkoj Danici gdje je i suradnica i mlada novinarka.
Uređivala je rubriku Mladi u Zvoniku. Suradnica je časopisa hrvatske zajednice Nova riječ. Sudionica na predstavljanjima knjiga hrvatskih autora. Organizatorica je kulturnih programa u Gradskoj knjižnici u Subotici. 2014. godine bila je glavna organizatorica događaja i autorica programa Voyage s Matošem, programa kojim je započela godina Antuna Gustava Matoša, koji su priredili Zavod za kulturu vojvođanskih Hrvata, Hrvatska čitaonica i Gradska knjižnica Subotica. Zastupljena u zborniku sa znansvenog skupa na X. Danima Balinta Vujkova 2011. u Subotici. Suradnica Glasila "Otac Gerard" na hodočašću u Lourdes i Fatimu 2010. godine. i Subotičke Danice 2007. godine.
Nevena Mlinko i Petar Pifat bili su voditelji programa na HosanaFestu 2012. godine i 2014. godine. 
Za VIS Proroke iz Subotice napisala je pjesmu "Izgubljeno dijete" s kojom su nastupili na Festivalu duhovne glazbe MarijaFest 2012. Neveninu pjesmu uglazbio je Darko Temunović, a aranžirao Viktor Kesler i za pjesmu kojom su nastupili na MarijaFestu 2011. (skladbe "Izgubljeno dijete" - glazba i aranžman Filip Čeliković, tekst Nevena Mlinko) i "Božje djelo" - glazba VIS Proroci, tekst Nevena Mlinko i Josipa Dević, aranžman Viktor Kesler) S "Prorocima" je surađivala i za MarijaFest 2010., za koje je napisala tekst pjesme "Gospi Bunarićkoj" (glazba VIS Proroci).
Autorica je stihova pjesama za album Božje djelo VIS-a Proroci iz Subotice.
Okušala se i u kazališnim komadima. Za predstavu pod naslovom „Misionarka ljubavi" uspješno je napravila dramatizaciju zapisa Majke Terezije te režirala predstavu, koju su odigrali mladi iz župe Marije Majke Crkve i drugih župa iz Subotice i okolice odigranoj, na Drugu noć svetaca (Holywin) održanoj u petak, 31. listopada 2014. u HKC „Bunjevačko kolo" u Subotici. 
Na Književnom prelu Hrvatske čitaonice 13. veljače 2015. u HKC Bunjevačko kolo u Subotici, dramatizirala je i režirala predstavu Neispavana ljepotica, prema priči Sanje Lovrenčić, a izveli su ju članovi Dramskog odjela za djecu HKC Bunjevačko kolo. Autorica je teksta i redateljica predstave 'Mikulaš cipulaš' koju je izvela Dječja dramska sekcija koja funkcionira pri Hrvatskom kulturnom centru "Bunjevačko kolo".
Nastupa i kao recitatorica. Nastupila je u kulturno-umjetničkom programu povodom praznika hrvatske zajednice u Republici Srbiji 16. listopada 2015., održanom u dvorani amfiteatra sportskog i poslovnog centra Vojvodina (SPENS-a), recitirajući izabrane stihove Ivana Pančića iz njegove zbirke „Natpivavanja“, na Danima Ivana Antunovića u Subotici i Kalači kazivajući stihove Alekse Kokića i dr., na Šokačkom prelu u organizaciji HKPD-a »Silvije Strahimir Kranjčević« u Velikoj dvorani Doma kulture u Bačkom Bregu 2005. godine., na izložbi slika Ivana Manjeska člana Likovnog odjela HKC »Bunjevačko kolo« 15. lipnja 2004.
Suradnica Radio Marije. Sa Željkom Zelić vodila je kolažnu emisiju Duhovna lirika + Meditacije.
Zastupljena je u zborniku s pjesničkog skupa hrvatskih pjesnika Lira naiva 2004. godine.

## Vanjske poveznice
- Kanal Tv X - Info Kanal Subotica, YouTube Subotica danas by Nataša - Nevena Mlinko, objavljeno 28. siječnja 2015.
- Zvonik  Arhivirana inačica izvorne stranice od 6. listopada 2015. (Wayback Machine) Željka Zelić: ispraćaj bandašice Nevene Mlinko i bandaša Maria Tikvickog iz ”kolijevke Dužijance”, Dužijanca 2007.
- Fondacija za omladinsku kulturu Danilo Kiš  Arhivirana inačica izvorne stranice od 6. listopada 2015. (Wayback Machine) Film subotičkog autora Andreja Boke, "33. dan", uloge: Jasminka Hodžić, Mihailo Stajić, Nevena Mlinko, Vesna Kljajić Ristović, Vladimir Grbić
- Blic B. Vučković: Odlazim u Njujork da studiram režiju, 27. lipnja 2008.